# اچ‌ام‌اس اچ۱۰
اچ‌ام‌اس اچ۱۰ (به انگلیسی: HMS H10) یک زیردریایی بود که طول آن ۱۵۰ فوت ۳ اینچ (۴۵٫۸۰ متر) بود. این زیردریایی در سال ۱۹۱۵ ساخته شد.